# Hwasong-18
Die Hwasong-18 ist eine dreistufige Interkontinentalrakete (ICBM), die sich derzeit in Nordkorea in Entwicklung befindet. Es ist die erste von Nordkorea entwickelte Interkontinentalrakete mit Feststoffantrieb und wurde erstmals bei der Parade am 8. Februar 2023 zum Gedenken an den 75. Jahrestag der Gründung der Koreanischen Volksarmee vorgestellt. Der erste Flugtest fand am 13. April 2023 statt.